# Кирил Пеонски
Кирил (на гръцки: Κύριλλος, Кирилос) е гръцки духовник, епископ на Вселенската патриаршия.

## Биография
През март 1808 година Кирил е избран и по-късно ръкоположен за титулярен епископ на Пеония. Назначен е за викарен епископ на Константинополската архиепископия и архиерейски намествик на „Света Неделя“ в Кондоскали (Кумкапъ). Той остава на този пост до 1845 година. Умира около 1847 година.